# Tフォント
Tフォントとは、東京大学大学院情報学環・学際情報学府による、多数の漢字を収録した大規模文字セットの日本語フォントである。GT明朝同様に「Tフォントプロジェクト」として開発されており、GT明朝と互換性がある。歴史上に存在する漢字を可能な限り収録することを目標としている。

## 概要
GT明朝との互換性を持つため、収録されている漢字はGT明朝と同様の「GT文字セット」になっており、末尾の数字が「01」のフォントは JIS X 0208 に対応している。それ以外のフォントは漢字部分がそれぞれまったく異なるグリフとなっており、Unicodeと互換性はなく、「見た目のグリフを変化させる」ことで、基本多言語面しか表示できない環境においても多数の漢字を表示できる。これにより、日本語における異体字・中国の古典文献である漢籍をコンピュータ上で取り扱えるようにした。この文字セットの中には、『大漢和辞典』（諸橋轍次）や『康熙字典』に収録されている漢字が含まれている。

## GT書体との主な違い
2011年2月時点でのバージョン1.00時点では、全てのフォントファイルを合計するとGT書体と同様に78,675字が収録されている。これに加え、GT書体より記号をやや多く収録しており、JIS X 0212やIBM拡張文字は、それぞれ非漢字部分を全て表示可能である。JIS X 0213に収録されている記号も一部収録されており、丸数字の全て・ローマ数字の大部分・ラテン文字を囲み文字にしたものなどが対応している。
今後のバージョンでは、宋明異体字（そうみんいたいじ）、古文字釈文（こもんじしゃくぶん）、甲骨整理、甲骨文字の収録が新たに予定されており、フォントとして整備されたものから順にリリースされる。
「漢字を中心に多数を収録した大規模文字セット」としては、書体のバリエーションが多いのも特徴で、GT明朝と同様に明朝体（セリフ）があるほか、ゴシック体（サンセリフ）と楷書体が一括して同梱されており、収録されている文字種もそれぞれ同じである。
ライセンスに関しては、GT書体が非営利のみ使用可能であるのに対し、Tフォントは営利非営利を問わず使用可能であり、再配布に関しては非営利限定とし、出所および権利標記の表記が必要で、無改変が条件である。ただし私的利用の範囲では改変は自由とする。
また、Windows版のOpenType（TrueTypeベース）形式に加え、BTRON版のBTRONフォント形式にも対応している。